# Achel (bière)
Pour la localité, voir Achel.
L'Achel était une bière trappiste belge, brassée à l'abbaye Notre-Dame de Saint-Benoît (Sint Benedictus Abdij), à Achel (province de Limbourg) tout près de la frontière néerlandaise.
Depuis 2021, elle n'est plus labellisée Authentic Trappist Product car il n'y a plus de moines à l'abbaye Notre-Dame de Saint-Benoît, mais le brassage reste sous la supervision de l'abbé de l'abbaye de Westmalle.
En 2023, l'abbaye et sa brasserie sont vendues. En conséquence, aucun moine ne sera plus impliqué dans le processus de brassage.

## Historique
L'abbaye est fondée en 1846. La brasserie existe depuis 1850. Naguère, elle produisait deux bières en pression ainsi qu'une bière blonde sur lie mais la production de ces bières a été arrêtée.
Depuis 2003, la production de la bière trappiste « Achel » se décline en 6 variétés :
- une brune pression, titrant 5 %
- une blonde pression, titrant 5 %
- l'Achel blonde, une triple légèrement ambrée refermentée en bouteille, titrant 8 % d'alcool
- l'Achel brune, titrant 8 % d'alcool
- l'Achel extra brune, titrant 9,5 % d'alcool
- l'Achel extra blonde, titrant 9,5 % d'alcool

Ces deux dernières sont brassées occasionnellement et commercialisées en bouteilles de 75 cl.
L'embouteillage en bouteilles de 33 et 75 cl est effectué à la brasserie BIOS-Van Steenberge, à Ertvelde.
L'Achel est l'une des onze bières arborant en 2017 le logo hexagonal du label international Authentic trappist product (ATP). En janvier 2021, la bière a perdu son titre d'ATP, parce que les derniers moines de l'abbaye ont déménagé à l'abbaye de Westmalle.